# مع الآلهة: عالمين
مع الآلهة: عالمين (بالكورية: 신과 함께)‏ هو فيلم فنتازيا أكشن كوري جنوبي، من بطولة تشا تاي هيون، و‌جو جي-جون و‌كم هيانغ غي. عرض الفيلم في 20 ديسمبر 2017.

## روابط خارجية
- مع الآلهة: عالمين على موقع IMDb (الإنجليزية)
- مع الآلهة: عالمين على موقع ميتاكريتيك (الإنجليزية)
- مع الآلهة: عالمين على موقع روتن توميتوز (الإنجليزية)
- مع الآلهة: عالمين على موقع نتفليكس (الإنجليزية)
- مع الآلهة: عالمين على موقع بوكس أوفيس موجو (الإنجليزية)
- مع الآلهة: عالمين على موقع فيلمافينيتي (الإسبانية)
- مع الآلهة: عالمين على موقع قاعدة بيانات الفيلم (الإنجليزية)
- مع الآلهة: عالمين على موقع ليتربوكسد (الإنجليزية)
- مع الآلهة: عالمين على موقع كينوبويسك (الروسية)